# Зависимая территория Росса
Зави́симая террито́рия Ро́сса (англ. Ross Dependency) — сектор Антарктики, на который претендует Новая Зеландия, является частью королевства Новой Зеландии. Включает в себя все территории, лежащие южнее 60° ю. ш. и между 160° в. д. и 150° з. д. Территория получила своё название в честь Джеймса Кларка Росса — британского моряка, открывшего море Росса.
Территория включает в себя часть Земли Виктории, шельфовый ледник Росса, острова Росса, Баллени, Скотт и Рузвельт.

## Научные станции
Научные базы Скотт-Бейс (Новая Зеландия) и Мак-Мердо (США) — единственные круглогодично действующие станции в данном секторе. Для их обслуживания имеются две взлётно-посадочных полосы, обеспечивающие круглогодичное сообщение с внешним миром. В летнее время грузы доставляются морским путём.
Италия имеет свою сезонную станцию Цуккелли в заливе Терра-Нова, действующую в летнее время. С 1969 по 1995 Новая Зеландия также имела сезонную станцию Ванда в Сухих долинах. С 1987 по 1992 организация Гринпис также имела свою собственную станцию на острове Росса, но из-за нехватки финансирования станцию пришлось закрыть.

## Юрисдикция
В 1841 году исследователем Джеймсом Кларком Россом была открыта Земля Виктории, которая, вместе с прилегающими территориями, была объявлена им владением Великобритании. В 1923 Великобритания передала эту территорию в управление Новой Зеландии. Генерал-губернатор Новой Зеландии также являлся губернатором зависимой территории Росса. Согласно условиям договора об Антарктике, который Новая Зеландия подписала в 1959, никакое государство не вправе выдвигать новые претензии на данную территорию. Новая Зеландия сохраняет контроль над территорией, но таким образом, чтобы не ущемлять права других стран и не нарушать договор. Если бы территориальные претензии Новой Зеландии были бы приняты, то она бы получила огромную территорию, намного превосходящую её собственную, но почти полностью покрытую льдом.

## Флаг
В настоящее время только национальный флаг Новой Зеландии служит официальным символом зависимой территории Росса. Другим «официальным» флагом одно время был Новозеландский Почтовый флаг, обозначавший почтовое отделение базы Скотт-Бейс. Новозеландский вексиллолог Джеймс Дигнан спроектировал флаг, который стал употребляться для обозначения территории, но не стал официальным её символом.